# Dansk Islamisk Begravelsesfond
Dansk Islamisk Begravelsesfond er en fond, oprettet i 2003 med det formål at skaffe midler til at erhverve og oprette/ indrette islamiske begravelsespladser i Danmark. Fonden er ejere af den muslimske gravplads i Brøndby, der blev indviet september 2006. Formand for fonden er Kasem Ahmad.

## Medlemmer af Dansk Islamisk Begravelsesfond
Fonden er en sammenslutning af en række muslimske organisationer i Danmark:
- Det Islamiske Trossamfund
- DMGT
- Ayia Sofia
- Brøndby Ungdoms- og kultur forening
- Center for Skandinavisk Akademisk Studier
- Den islamiske Forening
- Den Islamiske Socialrådgivning
- Den Muslimske Spejder Forening
- Helsingøre Ungdoms- og Kultur forening
- Humanistisk Aktiviteters gruppe
- Idara Minhaj Ul Quran
- Immigrant Welfare Society
- Islamisk Cultural Institut
- Islamisk Kulturcenter
- Muslim Cultural Institut
- Muslimsk Ungdom i Danmark (MUNIDA)
- Somalisk Ungdoms- og Kultur Forening
- Sunnah Moskeen
- Vejle Islamisk Menighed
- Århus Islamisk Menighed
- Muslimiskerns Landsorganisation (MLO)
- Dansk Islamisk Råd
- Al Taiba Moske
- Widow-Orphan-Needy (WON)